# Gorice (province)
Pour les articles homonymes, voir Gorice.
1809–1811
Entités suivantes :
- Istrie

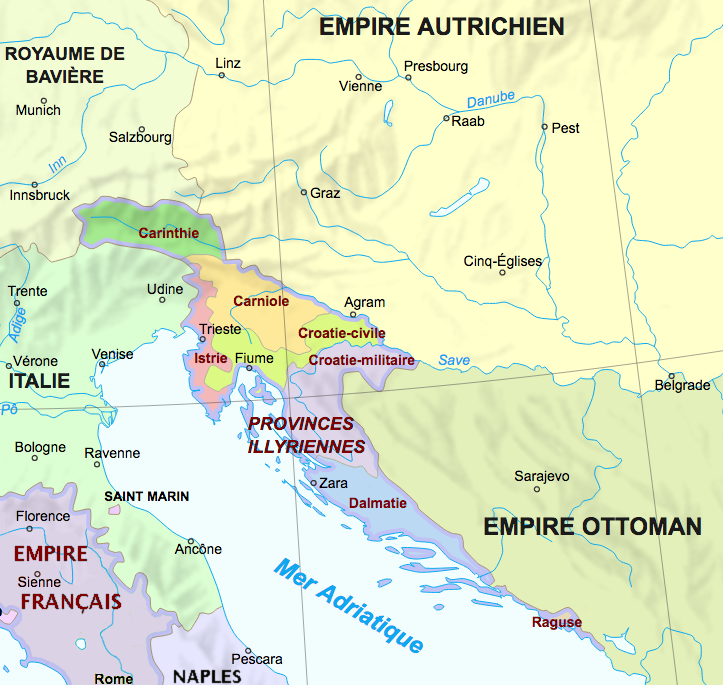
Provinces illyriennes

La province de Gorice est une ancienne subdivision des Provinces illyriennes, sous contrôle de l'Empire français, qui a existé entre 1809 et 1811. Sa population est estimée à 62 000 habitants vers 1809. Son territoire était divisé en six cantons : Gorice, Canale, Tolmino, Pless, Wipacco, Santa-Croce.

## Histoire
La province est constituée le 25 décembre 1809 lors de l'annexion des provinces illyriennes par l'Empire français. Le chef-lieu est fixé à Gorice (actuelle Gorizia en Italie).
Elle est supprimée le 15 avril 1811 lors de la réorganisation des provinces.